# 制多迦童子

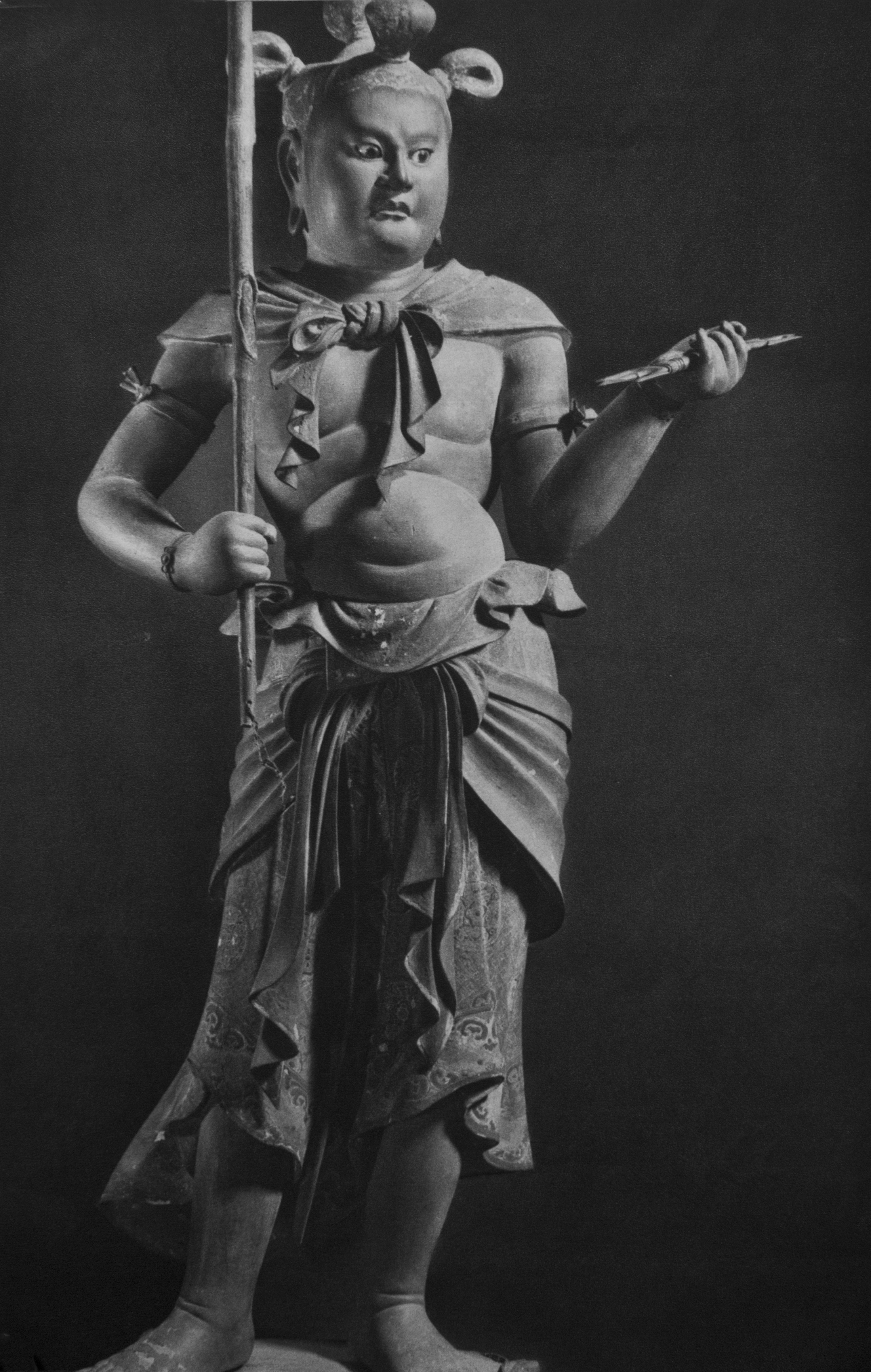
伝運慶作『制多迦童子像』（国宝『木造八大童子立像』のうち）、金剛峯寺所蔵

制多迦童子（せいたかどうじ）、梵名チェータカ (Ceṭaka) は、不動明王の眷属、「制吒迦」と「制託迦」とも音写される。八大童子の第8番目である。

## 概要
| 龍湫周沢写『不動明王二童子像』（メトロポリタン美術館所蔵） |  | 龍湫周沢写『不動明王二童子像』（メトロポリタン美術館所蔵） |  | 龍湫周沢写『不動明王二童子像』（メトロポリタン美術館所蔵） |
| 龍湫周沢写『不動明王二童子像』（メトロポリタン美術館所蔵） |  |                                                            |  |                                                            |

不動三尊において、矜羯羅童子（こんがら Kiṃkara）と共に不動明王の脇侍を務める。通常は不動明王の右（向かって左）に位置する。
「制多迦」とは、サンスクリットで奴僕や従者を意味する。
十五歳ほどの童子の姿をしており、五智如来における「五智」示す五髻を結び、肌は紅蓮色である。左手には金剛杵、右手には金剛棒を持つ。瞋心悪性であり、袈裟は着けず、天衣のみを頸と肩に無造作に巻きつけている。

## 真言・種子・三昧耶形

### 真言
「オン・キャラマ・セイタカ・ウンパッタ・ナン」
(oṃ karma śaiṭak ūṃ phaṭ ṇāṃ)
※経典には「oṃ karmma ceṭaka hūṃ hūṃ phaṭ ṇaṃ」と書かれている。

### 種子
種子（種子字）はタ (ṭ) 、あるいはセイ (śai)、またはセイタカ (śaiṭak) 。

### 三昧耶形
三昧耶形は金剛杵、あるいは金剛棒。